# 専門学校エール学園
専門学校エール学園（せんもんがっこうエールがくえん）とは、学校法人エール学園が運営する大阪府大阪市浪速区にある専修学校。

## 沿革
- 1967年 - 学園発足。難波経理学院、難波予備校を開校
- 1968年 - 難波電気工学院を開校
- 1969年 - 日本写植学院を開校
- 1976年 - 予備校部門で学校法人の認可をとり、学校法人エール予備校発足
- 1979年 - 難波経理学院、難波電気工学院、日本写植学院を統合し、学校法人エールリカレントビジネス学院開校
- 1983年 - エールリカレントビジネス学院をエールビジネス専門学校に改称
- 1988年 - オーストラリア校としてゴールドコーストカレッジオブビジネスを開校
- 1989年 - 学校法人エールビジネス専門学校内に日本語学校発足
- 1995年 - 韓国のソウル、中国の上海、北京、広州にオフィスを開設
- 1998年 - エールビジネス専門学校をエールネットワーク専門学校に改称。テラ外語専門学校を開校
- 2005年 - 国際メンターシップグラジュエートスクールを開校
- 2006年 - エール予備校、エールネットワーク専門学校、テラ外語専門学校を統合し、学校法人エール学園とする
- 2014年 - ベトナムのハノイにオフィスを開設
- 2017年 - 創立50周年

## 名称
「エール」の由来は不明。かつて「エール大学」と表記されたアメリカの名門イェール大学（Yale University:語の発音は[jeil]） のイメージを借りたとか、応援のエール（yell:英語の発音は[jel]。エール出版社の由来はこれ。）に由来するとも考えられるが、エール学園が使っている英字表記はEHLEである。EHLEはあえてローマ字読みすれば「エーレ」、英語として発音するならおそらく「イーリー」（ジェニファー・イーリー（Jennifer Ehle）という女優がいる）あるいは「イール」（eel「ウナギ」と同じ発音)となり、「エール」とは読みがたい。

## 学科
- 国際ビジネス学科（在籍者は留学生が中心だが日本人の学生もいる）
  - デュアルビジネスコース（1年制）
  - 貿易・経営ビジネスコース（2年制）
- 国際コミュニケーション学科（在籍者は留学生が中心だが日本人の学生もいる）
  - デュアルコミュニケーションコース（1年制）
  - サービス・通訳コース（2年制）
- 応用日本語学科（在籍者は留学生が中心だが日本人の学生もいる）
  - 東大・京大・阪大進学コース（1年制）
  - 国公立大学進学コース（1年制）
  - 大学院進学コース（1年制）
  - 有名私立大学編入・進学コース（1年制/2年制）
- 日本語教育学科（在籍者はすべて留学生）
  - 大学院進学コース
  - 東大・京大・阪大進学コース
  - 国公立大学進学コース
  - 一般進学コース
  - 就職準備コース

## 所在地
〒556-0011 大阪市浪速区難波中3-9-3
最寄り駅は、各難波駅